# بوغلر (تبغ)
بوغلر(بالإنجليزية:Bugler)هو اسم العلامة التجارية للتبغ وورق لف السجائر الخاصة بسجائر اللف اليدوي.تم تقديم العلامة التجارية بوغلر لاول مرة في الولايات المتحدة عام 1932 عن طريق شركة لاين ليمتيد.في عام 2011 أصبحت شركة لاين تابعة لمجموعة التبغ الاسكندنافية [الإنجليزية] .وفقا لإستطلاعات السوق الأخيرة تعد بوغلر أكثر العلامات التجارية مبيعاً لتبغ اللف في الولايات المتحدة وتنافِس العلامة التجارية توب(بالانجليزية:Top)بقوة.
كل علبة بوغلر تحتوي على 0.65 أونصة من التبغ و32 ورقة سجائر.تميّز بوغلر نفسها عن منافسيها الرئيسين بأن التبغ الذي تنتجه يتكون من"مزيج تركي محلي"مميز,وهو مشابه لنفس المزيج الذي أعلنت عنه العلامة التجارية كاميل [الإنجليزية]ذات السعر الأعلى.قامت بوغلر مؤخرًا بتغيير أوراق اللف الخاصة بها من الأوراق السميكة إلى ورق أحدث وأرق ومتشابك.وتباع أيضاً كتيبات بوغلربشكل فردي كمنتج مستقل.